# UFO-Häuser von Sanzhi

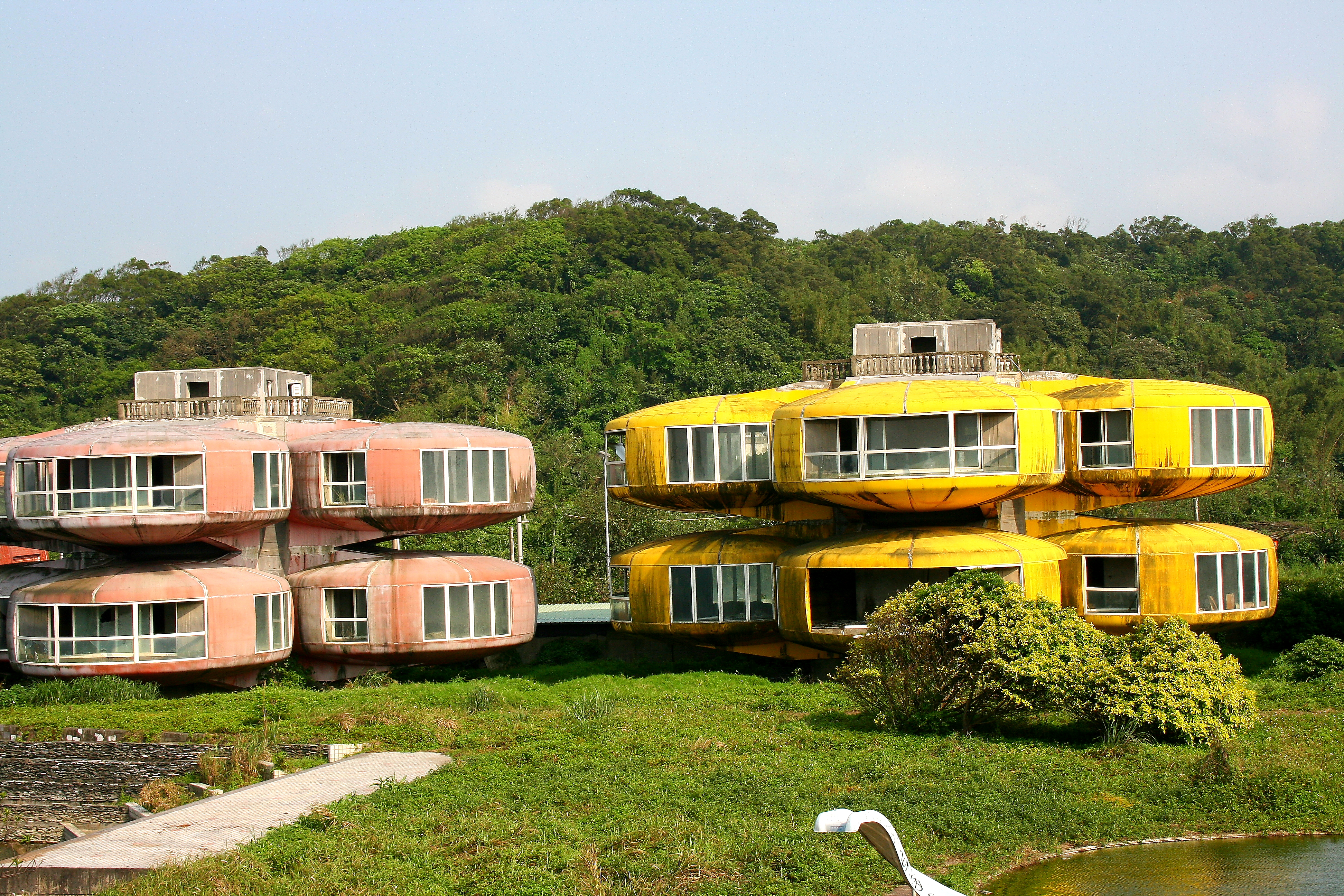
Zwei der bunten Gondelhäuser im Jahr 2008

Die UFO-Häuser von Sanzhi (chinesisch 三芝飛碟屋, Pinyin Sānzhī Fēidiéwū), auch Gondelhäuser von Sanzhi oder Gondelsiedlung von Sanjhih, waren ein ab den späten 1970er Jahren geplantes Feriendorf aus gondelförmigen Häusern im Distrikt Sanzhi von Neu-Taipeh an Taiwans Nordküste. Die Bauten wurden allerdings schon bald nach ihrer Errichtung verlassen, sodass die Siedlung langsam verfiel. Von 2008 bis 2010 erfolgte daraufhin der vollständige Abriss der Anlage.

## Bau und Leerstand
Die Gebäude wurden ab 1978 gebaut und gehörten der Hung Kuo Group. Sie waren als Ferienort an der nördlichen Küste geplant, nahe dem angrenzenden Distrikt Tamsui. Sie sollten an Offiziere der US-Streitkräfte verkauft werden. Die Häuser waren dem Futuro nachempfunden, weitere derartige Häuser sind in Taiwan noch zu finden.
Das Projekt wurde bereits im Jahr 1980 aufgrund von Investitionsverlusten eingestellt. Der Baugesellschaft ging zu einem späteren Zeitpunkt das Geld für die Arbeiten aus, und die Häuser und Wohnungen ließen sich nicht wie geplant vermarkten.
Es kamen Gerüchte über tödliche Unfälle auf. Arbeiter starben angeblich, nachdem bei den Bauarbeiten an der Zufahrtsstraße eine mythologische, chinesische Drachenskulptur Long zerstört worden war. Andere Geschichten besagen, der Standort sei eine ehemalige Begräbnisstätte niederländischer Soldaten gewesen. Angeblich wurden bei den Bauarbeiten Leichenteile entdeckt. Immer wenn Häuser abgerissen werden sollten, sollen Arbeiter gestorben sein, so dass schließlich auch Abrissarbeiten nicht mehr durchgeführt wurden und die Siedlung jahrzehntelang zur Geisterstadt verfiel.

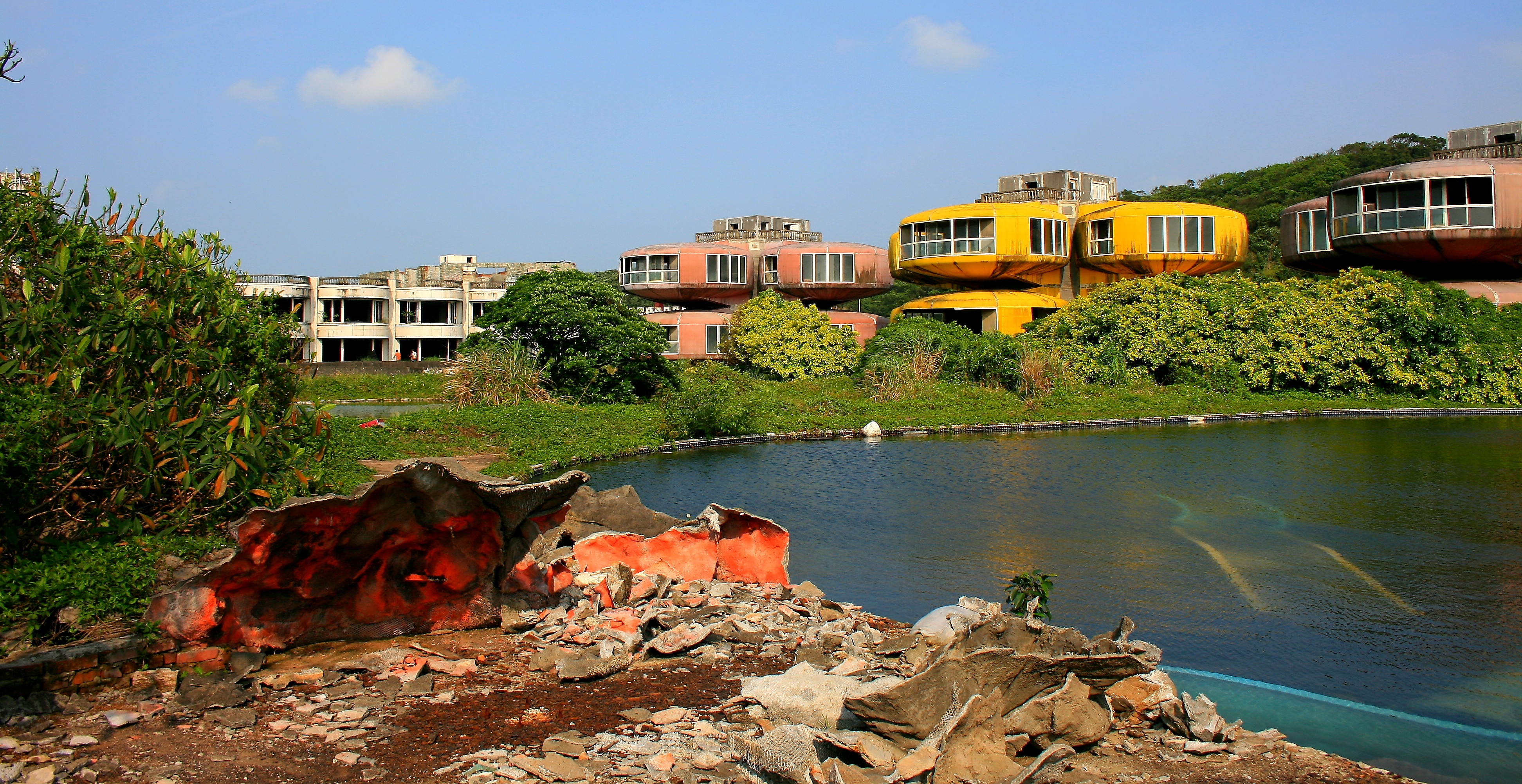
Verlassene UFO-Häuser von Sanzhi (2008)

Die gondelartigen Gebäude wurden wegen ihrer ungewöhnlichen Architektur zu einer Sehenswürdigkeit. Sie wurden von MTV als Filmkulisse genutzt und waren ein beliebtes Fotomotiv für Touristen. In Online-Diskussionen wurden sie als Beispiele für Geisterstädte oder „Ruinen aus der Zukunft“ genannt. Die Häuser sind Thema eines Stückes der 2014 erschienenen LP Abandoned City des experimentierenden Pianisten Volker Bertelmann, genannt Hauschka.

## Abriss
Die Gebäude wurden ab dem 29. Dezember 2008 abgerissen, trotz einer Online-Petition, mit der versucht worden war, einen Teil als Museum zu erhalten. Nach dem Abriss der Gebäude war geplant, das Gelände in eine touristische Attraktion mit Hotels und Strandanlagen umzugestalten. Der Abriss der Gebäude wurde 2010 vollendet. Der Standort sollte zu einem kommerziellen Badeort und Wasserpark werden.

## Rundfunkberichte
- Das mysteriöse Ufo-Dorf von Taiwan, ProSieben – Galileo, Reihe: Lost Places, Folge 397, Staffel 2016 vom 28. Dezember 2016 (YouTube)

Bericht aus der 32 km entfernten und verfallenden Feriensiedlung in Wanli (Neu-Taipeh), 25° 11′ 13,8″ N, 121° 41′ 8,3″ O